# Gleno
Gleno is de hoofdplaats van het Oost-Timorese district Ermera. Gleno telt 8133 inwoners (2010).